# Çelebi (district)
Çelebi is een Turks district in de provincie Kırıkkale en telt 2.178 inwoners (2007). Het district heeft een oppervlakte van 341,5 km². Hoofdplaats is Çelebi.
De bevolkingsontwikkeling van het district is weergegeven in onderstaande tabel.
| 1997  | 2000  | 2007  |
| ----- | ----- | ----- |
| 6.291 | 7.210 | 2.178 |